# Elezioni presidenziali negli Stati Uniti d'America del 1820
Le elezioni presidenziali negli Stati Uniti d'America del 1820 furono le none dall'indipendenza degli Stati Uniti. Si tennero da mercoledì 1 novembre a mercoledì 6 dicembre 1820. Fu la terza e ultima elezione presidenziale in cui un candidato vinse senza aver in pratica avversari (le due precedenti elezioni senza opposizione furono quelle del 1788-1789 e del 1792, vinte da George Washington). Risultarono eletti per un secondo mandato il presidente James Monroe e il vice presidente Daniel D. Tompkins, facendo il pieno di voti ad eccezione di una preferenza di un grande elettore, andata a John Quincy Adams.

## Risultati

### Il voto nel dettaglio
I federalisti, nonostante non avessero nessun candidato ufficiale alle elezioni presidenziali raccolsero una piccola quantità del voto popolare.
| Candidato presidenziale | Partito                          | Provenienza          | Grandi elettori | Voto popolare(a) | Voto popolare(a) |
| ----------------------- | -------------------------------- | -------------------- | --------------- | ---------------- | ---------------- |
|                         |                                  |                      | #               | %                | #                |
| James Monroe            | Partito Democratico-Repubblicano | Virginia             | 228             | 87.343           | 80,61            |
| Nessun candidato        | Partito Federalista              | N/A                  | 0               | 17.465           | 16,12            |
| DeWitt Clinton          | Indipendente                     | New York             | 0               | 1.893            | 1,75             |
| John Quincy Adams       | Partito Democratico-Repubblicano | Massachusetts        | 1               | -(b)             | -(b)             |
| Totale                  | Totale                           | Totale               | 229(c)          | 108.359          | 100,0            |
| Maggioranza assoluta    | Maggioranza assoluta             | Maggioranza assoluta | 115(c)          |                  |                  |

(a) Solo 15 dei 24 stati tennero elezioni popolari.
(b) Adams ottenne un voto da un grande elettore eletto per Monroe.
(c) Ci fu una disputa riguardo alla validità del voto del Missouri, a causa dell'incertezza sul momento del suo ingresso nell'Unione. Questi numeri non tengono conto dei voti del Missouri.

## Scelta del collegio elettorale
| Metodo di scelta dei grandi elettori                                                                                     | Stati |
| --- | --- |
| Tutti i grandi elettori nominati dal parlamento statale                                                                  | Alabama Delaware Georgia Indiana Louisiana Missouri New York Carolina del Sud Vermont                      |
| Tutti i grandi elettori eletti con elezioni in tutto lo stato                                                            | Connecticut Mississippi New Hampshire New Jersey Carolina del Nord Ohio Pennsylvania Rhode Island Virginia |
| Stato diviso in distretti elettorali, il vincitore di un distretto diventa grande elettore                               | Illinois Kentucky Maryland Tennessee                                                                       |
| Due grandi elettori scelti con un'elezione in tutto lo stato, e un grande elettore eletto in ogni distretto congressuale | Maine Massachusetts                                                                                        |